# Baumoosalm
Die Baumoosalm ist eine Alm in der Gemeinde Oberaudorf.
Zwei Almhütten, die Sockhütte und die Lechnerhütte der Baumoosalm, stehen unter Denkmalschutz und sind unter der Nummer D-1-87-157-89 in die Bayerische Denkmalliste eingetragen.

## Baubeschreibung
Bei einem der zwei denkmalgeschützten Almhütten der Baumoosalm handelt es sich um einen erdgeschossigen, teils verschindelten Holzbau mit flachem Legschindeldach, dessen Firstpfette mit dem Jahr 1748 bezeichnet ist, eine Erweiterung erfolgte 1872 Der zweite Almkaser ist ein erdgeschossiger Blockbau mit Flachsatteldach, der in der zweiten Hälfte des 18. Jahrhunderts errichtet wurde.
Weitere Gebäude auf der Alm sind eine Kapelle sowie die Buchauerhütte, die Eiblwieserhütte, die Fritzn-Hütte, und die Vorderauerhütte.

## Heutige Nutzung
Die Baumoosalm ist bestoßen.

## Lage
Die Baumoosalm befindet sich im Mangfallgebirge am Baumoosbach nördlich unterhalb des Steilner Jochs auf einer Höhe von 1200 m ü. NN.